# Hollandse kriel

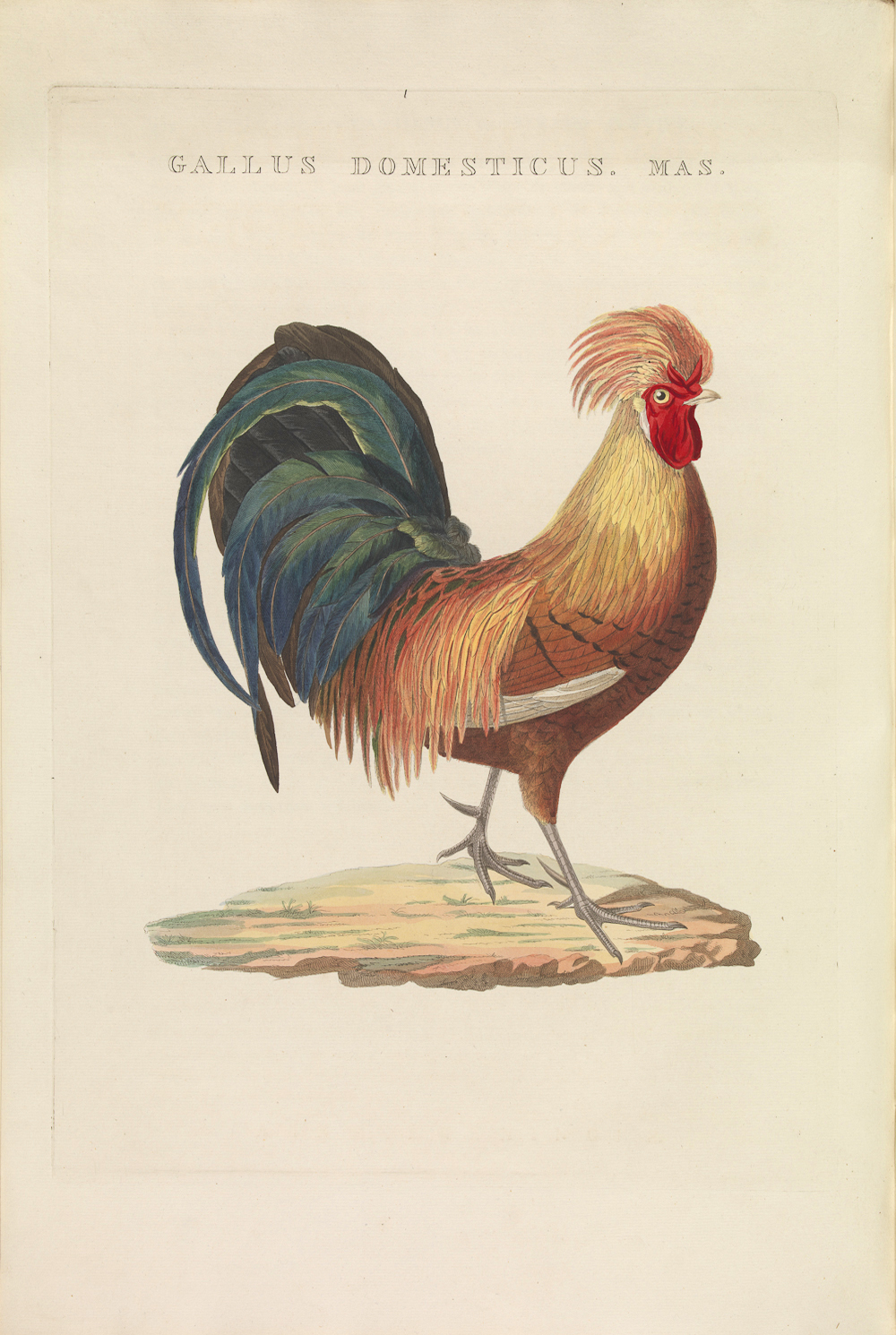
Hollandse krielhaan uit Nederlandsche vogelen (1770 - 1829) van Nozeman en Sepp

De Hollandse Kriel is de kleinste Nederlandse kip, met een gewicht dat varieert van 450 gram bij de hen tot een ruime 550 gram bij het haantje. Ze is in Nederland sinds 1906 als ras erkend.
Waar krielrassen doorgaans een verkleinde uitgave zijn van een groot ras is dat bij de Hollandse kriel niet het geval. Het wordt daarom een "origineel ras" genoemd.
De hennetjes zijn doorgaans regelmatig broeds en zorgen uitstekend voor hun nageslacht. Deze kipjes leggen per jaar zo'n 120 kleine eitjes van ongeveer 30 gram. Het zijn ranke, beweeglijke dieren die, zelfs als ze gekortwiekt zijn, nog aardig hoog kunnen opvliegen. Ze zijn redelijk goed tam te maken en prima te houden op een beperkte oppervlakte.
De haantjes zijn voorzien van een flinke, enkele kam, die rechtop gedragen wordt, en bezitten flink wat sierbevedering aan hals, rug en staart.
De hennen zijn, zoals bij alle kippenrassen, een stuk minder opvallend. Ze komt momenteel voor in meer dan 25 kleurslagen, de erkende kleurslagen zijn:
patrijs, zilverpatrijs, roodgeschouderd zilverpatrijs, blauwpatrijs, blauwzilverpatrijs, roodgeschouderd blauwzilverpatrijs, geelpatrijs, koekoekpatrijs, koekoek, blauw, zwart, wit, roodgeschouderd wit, columbia, buff, buff columbia, buff columbia blauwgetekend, zalm, tarwe, parelgrijs, kwartel, zilverkwartel, parelgrijs zilverkwartel, porselein, citroenporselein en parelgrijskoekoek.